# لين ريتشاردز
لين ريتشاردز (بالإنجليزية: Lin Richards)‏ هو لاعب كرة قدم أسترالية أسترالي، ولد في 27 مارس 1909، وتوفي في 25 أبريل 1992.

## وصلات خارجية
- لين ريتشاردز على موقع AustralianFootball.com (الإنجليزية)
- لين ريتشاردز على موقع AFLtables.com (الإنجليزية)